# Primarias del Partido Republicano de 2012 en California
Las Primarias del Partido Republicano de 2012 en California se hicieron el 5 de junio de 2012. Las Primarias del Partido Republicano fueron unas Primarias, con 172 delegados para elegir al candidato del partido Republicano para las elecciones presidenciales de Estados Unidos de 2012.  En el estado de California estaban en disputa 172 delegados.

## Elecciones

### Resultados
| Primarias del Partido Republicano en California de 2012 | Primarias del Partido Republicano en California de 2012 | Primarias del Partido Republicano en California de 2012 | Primarias del Partido Republicano en California de 2012 |
| Candidato                                               | Votos                                                   | Porcentaje                                              | Delegados                                               |
| ------------------------------------------------------- | ------------------------------------------------------- | ------------------------------------------------------- | ------------------------------------------------------- |
| Mitt Romney                                             | 1,336,627                                               | 79.7%                                                   | 171                                                     |
| Ron Paul                                                | 171,061                                                 | 10.2%                                                   | 0                                                       |
| Rick Santorum                                           | 88,464                                                  | 5.3%                                                    | 0                                                       |
| Newt Gingrich                                           | 62,203                                                  | 3.8%                                                    | 0                                                       |
| Buddy Roemer                                            | 9,917                                                   | 0.7%                                                    | 0                                                       |
| Fred Karger                                             | 6,640                                                   | 0.4%                                                    | 0                                                       |
| Delegados no prometidos:                                | Delegados no prometidos:                                | Delegados no prometidos:                                | 1                                                       |
| Total:                                                  | 1,499,777                                               | 100%                                                    | 172                                                     |

| Key: | Se retiró antes de la contienda |